# کریستوفر اکلستون
کریستوفر اکلستون (به انگلیسی: Christopher Eccleston) (زاده ۱۶ فوریه ۱۹۶۴) بازیگر انگلیسی است و تا دو بار نامزد جایزه بفتا و برنده جایزه امی شده‌است. وی بیشتر با بازی در تلویزیون و همکاری با فیلم‌سازانی همچون دنی بویل و مایکل وینترباتم و نویسندگانی مانند پیتر فلانرنی، جیمی مک‌گاورن و راسل تی دیویس شهرت دارد.
اکلستون در کالج مرکزی سخنرانی و درام در لندن آموزش‌دیده بود و اولین کار بازیگری خود را بر روی صحنه در یک طراحی قدیمی Bristol به نام اتوبوسی به نام هوس انجام داد. وی با بازی در نقش نهمین تناسخ از دکتر در مجموعهٔ تلویزیونی دکتر هو که در سال ۲۰۰۵ از بی‌بی‌سی پخش شد، و همچنین ایفای نقش شخصیت مَت جَمیسون در سریال فراطبیعی درام بازماندگان مورد توجه قرار گرفت. از فیلم‌های معروف او می‌توان به بازی در فیلم الیزابت، سیرک نامرئی، قیمتی بالای یاقوت و من دینا هستم اشاره کرد.

## اوایل زندگی
زندگی اولیه کریستوفر در خانواده‌ای از طبقه کارگر در بروکلین، سالفورد، لنکشایر، انگلستان گذشت او در خانواده مذهبی زاده شد. وی سومین فرزند خانواده است و دو برادر دوقلو با اختلاف سنی ۸ سال دارد. اکلستون فعالیت هنری اش را از سن ۱۹ سالگی با بازی در مجموعه تلوزیونی Boys from the Blackstuf آغاز کرد. او قبل از رفتن به Central School of Speech and Drama، یک دوره دو ساله در مقطع کارشناسی‌ارشد در مقطع دبیرستان را به پایان رساند. وی به عنوان یک بازیگر، در اوایل شب شنبه و یکشنبه صبح و یکشنبه، عملکرد خود را تحت‌تاثیر قرار داد، اما خیلی زود توانست آثار کلاسیک، از جمله آثار شکسپیر، چخوف و مولیر را اجرا کند.

## حرفه
اکلستون برای اولین بار به عنوان درک بنتلی در فیلم Let He Have It (1991) و یک قسمت «Second Time Around» از مجموعه تلویزیونی جنایی بازرس مورس (۱۹۹۱) مورد توجه مردم قرار گرفت و او نقش شان مدوکس را در سریال تلویزیونی کوتاه جمعه در ذهن من ایفا کرد. نقش منظم در سریال تلویزیونی رخنه‌گر (۱۹۹۳–۱۹۹۴) او را در انگلستان به رسمیت شناخت؛ و بعد از اینکه وی به روسای تلویزیون از تمایل خود برای ترک سریال خبر داد، شخصیت او را در اکتبر ۱۹۹۴ کشته و وی را قربانی قاتل سریال آلبی کینسلا (رابرت کارلی) کرد تقریباً در همین زمان، اکلستون در قسمت "One, Two, Buckle My Shoe" از سریال پوآرو اقتباسی از اثر آگاتا کریستی ظاهر شد. او در فیلم قبر کم‌عمق (۱۹۹۴) ظاهر شد، که در آن با بازیگر ایوان مک‌گرگور همبازی شد. وی همچنین در فیلم‌های سینمایی همچون جی.آی. جو: ظهور کبرا (۲۰۰۹)، آملیا (۲۰۰۹)، آهنگی برای ماریون (۲۰۱۲)، ثور: دنیای تاریک (۲۰۱۳) در نقش مالکیث، افسانه (۲۰۱۵) و جایی که دست‌ها لمس می‌کنند (۲۰۱۸) هنرنمایی کرد.